# Cephalurichus antarcticus
Cephalurichus antarcticus är en djurart som tillhör fylumet slemmaskar, och som beskrevs av Gibson 1985. Cephalurichus antarcticus ingår i släktet Cephalurichus och familjen Lineidae. Inga underarter finns listade i Catalogue of Life.